# Anna Karenina (film 1974)
Anna Karenina (Анна Каренина) è un film del 1974 diretto da Margarita Michajlovna Pilichina.

## Trama
Una tragica storia d'amore e tradimento, il destino di una donna, per passione, che ha deciso di cambiare irrevocabilmente la sua vita.